# قائمة قرارات مجلس الأمن التابع للأمم المتحدة من 2701 الى 2800
هذه قائمة بقرارات مجلس الأمن التابع للأمم المتحدة رقم 2701 إلى 2800 المعتمدة في الفترة من 19 أكتوبر 2023 حتى الوقت الحالي.
| القرارات | التاريخ        | التصويت                                                                        | المواضيع                                                                                   |
| -------- | -------------- | ------------------------------------------------------------------------------ | ------------------------------------------------------------------------------------------ |
| 2701     | 19 أكتوبر2023  | 15–0–0                                                                         | الوضع في ليبيا                                                                             |
| 2702     | 30 أكتوبر 2023 | 15–0–0                                                                         | الوضع في ليبيا                                                                             |
| 2703     | 30 أكتوبر 2023 | 13–0–2 (امتناع: الاتحاد الروسي وموزمبيق)                                       | الوضع ف الصحراء الغربية                                                                    |
| 2704     | 30 أكتوبر 2023 | 15–0–0                                                                         | تمديد ولاية بعثة الأمم المتحدة للتحقق في كولومبيا                                          |
| 2705     | 31 أكتوبر 2023 | 15–0–0                                                                         | الوضع في الصومال                                                                           |
| 2706     | 2 نوفمبر 2023  | 15–0–0                                                                         | الوضع في البوسنة والهرسك                                                                   |
| 2707     | 14 نوفمبر 2023 | 15–0–0                                                                         | الوضع في اليمن                                                                             |
| 2708     | 14 نوفمبر 2023 | 15–0–0                                                                         | تقارير الأمين العام عن السودان وجنوب السودان                                               |
| 2709     | 15 نوفمبر 2023 | 14–0–1 (امتناع: الاتحاد الروسي)                                                | الوضع في جمهورية أفريقيا الوسطى                                                            |
| 2710     | 15 نوفمبر 2023 | 15–0–0                                                                         | الوضع في الصومال                                                                           |
| 2711     | 15 نوفمبر 2023 | 15–0–0                                                                         | الوضع في الصومال                                                                           |
| 2712     | 15 نوفمبر 2023 | 12–0–3 (امتناع: الاتحاد الروسي والمملكة المتحدة والولايات المتحدة)             | الحرب الفلسطينية الإسرائيلية 2023                                                          |
| 2713     | 1 ديسمبر 2023  | 14–0–1 (امتناع: فرنسا)                                                         | الأمن والسلام في إفريقيا                                                                   |
| 2714     | 1 ديسمبر 2023  | 15–0–0                                                                         | الوضع في الصومال                                                                           |
| 2715     | 1 ديسمبر 2023  | 14–0–1 (امتناع: الاتحاد الروسي)                                                | تقارير الأمين العام عن السودان وجنوب السودان                                               |
| 2716     | 14 ديسمبر 2023 | 15–0–0                                                                         | تهديدات الأعمال الإرهابية للسلم والأمن الدوليين                                            |
| 2717     | 19 ديسمبر 2023 | 15–0–0                                                                         | الوضع في جمهورية الكونغو الديمقراطية                                                       |
| 2718     | 21 ديسمبر 2023 | 15–0–0                                                                         | الوضع في الشرق الأوسط                                                                      |
| 2719     | 21 ديسمبر 2023 | 15–0–0                                                                         | التعاون بين الأمم المتحدة والمنظمات الإقليمية ودون الإقليمية في صون السلام والأمن الدوليين |
| 2720     | 22 ديسمبر 2023 | 13–0–2 (امتناع: الاتحاد الروسي والولايات المتحدة)                              | الأزمة الإنسانية في غزة 2023                                                               |
| 2721     | 29 ديسمبر 2023 | 13–0–2 (امتناع: الاتحاد الروسي والصين)                                         | الوضع في أفغانستان                                                                         |
| 2722     | 10 يناير 2024  | 11–0–4 (امتناع: الجزائر والاتحاد الروسي والصين وموزمبيق)                       | صون السلام والأمن الدوليين (هجمات البحر الأحمر)                                            |
| 2723     | 30 يناير 2024  | 15–0–0                                                                         | الوضع في قبرص                                                                              |
| 2724     | 8 مارس 2024    | 14–0–1 (امتناع: الاتحاد الروسي)                                                | تقارير الأمين العام عن السودان وجنوب السودان                                               |
| 2725     | 8 مارس 2024    | 13–0–2 (امتناع: الاتحاد الروسي والصين)                                         | تقارير الأمين العام عن السودان وجنوب السودان                                               |
| 2726     | 14 مارس 2024   | 15–0–0                                                                         | تقارير الأمين العام عن السودان وجنوب السودان                                               |
| 2727     | 15 مارس 2024   | 15–0–0                                                                         | الوضع في أفغانستان                                                                         |
| 2728     | 25 مارس 2024   | 14–0–1 (امتناع: الولايات المتحدة)                                              | الوضع في الشرق الأوسط، وقف إطلاق النار في الحرب بين إسرائيل وحماس                          |
| 2729     | 29 أبريل 2024  | 13–0–2 (امتناع: الاتحاد الروسي والصين)                                         | تقارير الأمين العام عن السودان وجنوب السودان                                               |
| 2730     | 24 مايو 2024   | 14–0–1 (امتناع: الاتحاد الروسي)                                                | حماية المدنيين في حالات النزاع المسلح                                                      |
| 2731     | 30 مايو 2024   | 9–0–6 (امتناع: الجزائر، والصين، وغيانا، وموزامبيق، والاتحاد الروسي، وسيراليون) | تقارير الأمين العام عن السودان وجنوب السودان                                               |
| 2732     | 31 مايو 2024   | 15–0–0                                                                         | الوضع في العراق                                                                            |
| 2733     | 31 مايو 2024   | 9–0–6 (امتناع: الجزائر، والصين، وغيانا، وموزامبيق، والاتحاد الروسي، وسيراليون) | الوضع في ليبيا                                                                             |
| 2734     | 10 يونيو 2024  | 14–0–1 (امتناع: الاتحاد الروسي)                                                | الأخطار التي تهدد السلام والأمن الدوليين من جراء الأعمال الإرهابية                         |
| 2735     | 10 يونيو 2024  | 14–0–1 (امتناع: الاتحاد الروسي)                                                | الوضع في الشرق الأوسط، وقف إطلاق النار في الحرب بين إسرائيل وحماس                          |
| 2736     | 13 يونيو 2024  | 14–0–1 (امتناع: الاتحاد الروسي)                                                | تقارير الأمين العام عن السودان وجنوب السودان                                               |
| 2737     | 27 يونيو 2024  | 15–0–0                                                                         | الوضع في الشرق الأوسط                                                                      |
| 2738     | 27 يونيو 2024  | 15–0–0                                                                         | الوضع في جمهورية الكونغو الديمقراطية                                                       |
| 2739     | 27 يونيو 2024  | 12–0–3 (امتناع: الجزائر والصين والاتحاد الروسي)                                | صون السلام والأمن الدوليين                                                                 |
| 2740     | 27 يونيو 2024  | 14–0–1 (امتناع: الاتحاد الروسي)                                                | الآلية الدولية لتصريف الأعمال المتبقية للمحكمتين الجنائيتين                                |
| 2741     | 28 يونيو 2024  | 15–0–0                                                                         | الوضع في الصومال                                                                           |
| 2742     | 8 يوليو 2024   | 15–0–0                                                                         | الوضع في اليمن                                                                             |
| 2743     | 12 يوليو 2024  | 15–0–0                                                                         | مكتب الأمم المتحدة المتكامل في هايتي                                                       |
| 2744     | 19 يوليو 2024  | 15–0–0                                                                         | المسائل العامة المتصلة بالجزاءات                                                           |
| 2745     | 30 يوليو 2024  | 15–0–0                                                                         | السلام والأمن في أفريقيا                                                                   |
| 2746     | 6 أغسطس 2024   | 15–0–0                                                                         | الوضع في جمهورية الكونغو الديمقراطية                                                       |
| 2747     | 12 أغسطس 2024  | 15–0–0                                                                         | الوضع في الصومال                                                                           |
| 2748     | 15 أغسطس 2024  | 15–0–0                                                                         | الوضع في الصومال                                                                           |
| 2749     | 28 أغسطس 2024  | 15–0–0                                                                         | الوضع في لبنان                                                                             |
| 2750     | 11 سبتمبر 2024 | 15–0–0                                                                         | تقارير الأمين العام عن السودان وجنوب السودان                                               |
| 2751     | 30 سبتمبر 2024 | 15–0–0                                                                         | الوضع في هايتي                                                                             |
| 2752     | 18 أكتوبر 2024 | 15–0–0                                                                         | الوضع في هايتي                                                                             |
| 2753     | 30 أكتوبر 2024 | 15–0–0                                                                         | الوضع في الصومال                                                                           |
| 2754     | 30 أكتوبر 2024 | 15–0–0                                                                         | تمديد ولاية بعثة التحقق التابعة للأمم المتحدة في كولومبيا                                  |
| 2755     | 31 أكتوبر 2024 | 15–0–0                                                                         | الوضع في ليبيا                                                                             |
| 2756     | 31 أكتوبر 2024 | 12–0–2 (امتناع: موزمبيق والاتحاد الروسي؛ الجزائر لم تشارك)                     | الوضع في الصحراء الغربية                                                                   |
| 2757     | 1 نوفمبر 2024  | 15–0–0                                                                         | الوضع في في البوسنة والهرسك                                                                |
| 2758     | 13 نوفمبر 2024 | 15–0–0                                                                         | الوضع في اليمن                                                                             |
| 2759     | 14 نوفمبر 2024 | 15–0–0                                                                         | الوضع في جمهورية أفريقيا الوسطى                                                            |
| 2760     | 14 نوفمبر 2024 | 14–0–1 (امتناع: الاتحاد الروسي)                                                | تقارير الأمين العام عن السودان وجنوب السودان                                               |
| 2761     | 6 ديسمبر 2024  | 15–0–0                                                                         | قضايا عامة متعلقة بالعقوبات                                                                |
| 2762     | 13 ديسمبر 2024 | 15–0–0                                                                         | قضايا السلام والأمن في أفريقيا                                                             |
| 2763     | 13 ديسمبر 2024 | 15–0–0                                                                         | الأخطار التي تهدد السلام والأمن الدوليين من جراء الأعمال الإرهابية                         |
| 2764     | 20 ديسمبر 2024 | 15–0–0                                                                         | الأطفال والنزاع المسلح                                                                     |
| 2765     | 20 ديسمبر 2024 | 15–0–0                                                                         | الوضع في جمهورية الكونغو الديمقراطية                                                       |
| 2766     | 20 ديسمبر 2024 | 15–0–0                                                                         | الوضع في الشرق الأوسط                                                                      |
| 2767     | 27 ديسمبر 2024 | 14–0–1 (امتناع: الولايات المتحدة)                                              | الوضع في الصومال                                                                           |
| 2768     | 15 يناير 2025  | 12–0–3 (امتناع: الجزائر والصين والاتحاد الروسي)                                | صيانة السلم والأمن الدوليين                                                                |
| 2769     | 16 يناير 2025  | 14–0–1 (امتناع: الاتحاد الروسي)                                                | الوضع في ليبيا                                                                             |
| 2770     | 24 يناير 2025  | 15–0–0                                                                         | موعد الانتخاب لشغل منصب شاغر في محكمة العدل الدولية                                        |
| 2771     | 31 يناير 2025  | 15–0–0                                                                         | الوضع في قبرص                                                                              |